# Wuzhou
Wuzhou, även känt som Wuchow eller Ngchow, är en stad på prefekturnivå i den autonoma regionen Guangxi i södra Kina, omkring 310 kilometer öster om regionhuvudstaden Nanning.

## Historia
Orten öppnades för utrikeshandel 1897 enligt ett fördrag mellan Kina och Storbritannien.

## Administrativ indelning
Wuzhou är indelat i tre stadsdistrikt, en stad på häradsnivå och tre härad:
- Stadsdistriktet Wanxiu - 万秀区 Wànxiù qū ;
- Stadsdistriktet Longxu - 龙圩区 	Lóngxū qū ;
- Stadsdistriktet Changzhou - 长洲区 Chángzhōu qū ;
- Staden Cenxi - 岑溪市 Cénxī shì ;
- Häradet Cangwu - 苍梧县 Cāngwú xiàn ;
- Häradet Teng - 藤县 Téng xiàn ;
- Häradet Mengshan - 蒙山县 Méngshān xiàn.